# La risaia
La risaia  è un film del 1956 diretto da Raffaello Matarazzo.

## Trama

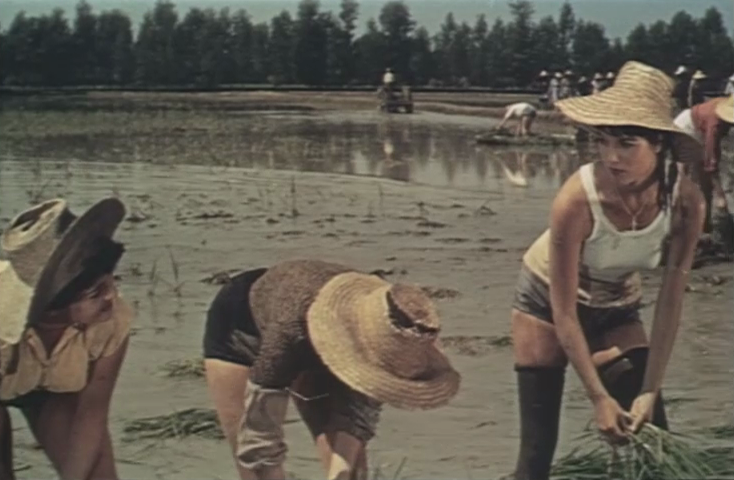
Una scena del film

Pietro, padrone di una grande risaia, riconosce Elena, sua figlia naturale, tra le giovani lavoranti. Non si dichiara, ma cerca in tutti i modi di seguirla e proteggerla, causando incomprensioni e malintesi in famiglia.
Mario, il nipote di Pietro, tenta di violentarla ma il fidanzato della ragazza, Gianni, lo uccide. Pietro allora decide di assumersi la colpa del delitto affinché la giovane coppia possa sposarsi.

## Produzione
Il film rientra nel filone dei melodrammi sentimentali, comunemente detto strappalacrime (di cui Matarazzo fu il maggiore esponente), allora in voga tra il pubblico italiano, poi ribattezzato dalla critica con il termine neorealismo d'appendice.
Primo film in Cinemascope ed a colori realizzato da Matarazzo, fu all'epoca considerato come un rifacimento in salsa popolare del capolavoro neorealista Riso amaro di Giuseppe De Santis del 1949, anche se il regista smentì l'accostamento:
(Raffaello Matarazzo)

Fu il primo film girato in Italia da Elsa Martinelli al suo ritorno da Hollywood, dove aveva debuttato al fianco di Kirk Douglas nel film western Il cacciatore di indiani di André De Toth.

### Riprese
Le riprese iniziarono nell'estate 1955 e durarono undici settimane. Gli interni furono girati negli stabilimenti Ponti-De Laurentiis di Roma, mentre gli esterni furono realizzati nelle campagne di Casalino, in provincia di Novara: la cascina utilizzata nel film è la cascina Graziosa.
Il regista ricordò:
(Raffaello Matarazzo)

## Distribuzione
La pellicola venne distribuita nel circuito cinematografico italiano il 27 gennaio del 1956.

## Accoglienza

### Incassi
Il film fu ben accolto dal pubblico, incassando tra i 477 e i 600 milioni di lire, nonostante il fallimento della casa di produzione Minerva che lo stava distribuendo.

### Critica
(La Stampa, 28 gennaio 1956)